# District de Wulingyuan
Le district de Wulingyuan (武陵源区 ; pinyin : Wǔlíngyuán Qū) est une subdivision administrative de la province du Hunan en Chine. Il est placé sous la juridiction de la ville-préfecture de Zhangjiajie. La région d'intérêt panoramique et historique de Wulingyuan se situe sur son territoire.